# Esporte Clube União Suzano
O Esporte Clube União Suzano, popularmente conhecido como ECUS, é um clube de futebol brasileiro da cidade de Suzano, na Região Metropolitana de São Paulo. Foi fundado em 25 de outubro de 1993, e manda seus jogos no Estádio Municipal Francisco Marques Figueira, conhecido como Suzanão. Em 2026, disputará o Campeonato Paulista de Futebol - Série A4. 

## História
O Esporte Clube União Suzano (ECUS) foi fundado no dia 25 de outubro de 1993. O objetivo principal era o de suprir as necessidades de atletas de Suzano de se filiarem a algum clube para participar de competições de federações em diversas modalidades: futebol, atletismo, handebol, ciclismo, basquete, vôlei e futsal, entre outros.
Os fundadores do ECUS são os mesmos que criaram, na década de 1980, o União Suzano Atlético Clube, mas decidiram fundar um novo clube, com o mesmo nome e as mesmas cores do anterior: azul, vermelha e branca, cores iguais também às da bandeira do município. Com dois clubes quase homônimos na cidade, ambos fazem o “clássico dos gêmeos”.
O primeiro campeonato do ECUS pela Federação Paulista de Futebol foi em 1998, o Campeonato Paulista da Série B1B, onde permaneceu até 1999. A partir do ano seguinte passou a disputar a Série B2 estadual e, em 2002, conquistou seu primeiro título no cenário estadual, ao levantar a taça da competição. Consequentemente, o ECUS foi classificado para disputar a Série A3 do Campeonato Paulista no ano seguinte. Em 2003, estreando em uma competição de maior nível, o time não conseguiu se manter, e acabou rebaixado à Série B1.
O ano de 2004 começou para a equipe de Suzano com a disputa da Copa São Paulo de Futebol Júnior, a famosa Copinha, competição que disputou no mesmo grupo do São Paulo e conseguiu empatar com o time da capital. Alguns meses depois, com a terceira colocação no Campeonato Paulista da Segunda Divisão B1, conseguiu o acesso à Série A3 do ano seguinte. 
Em 2005, novamente participou da Copinha e conseguiu chegar mais longe do que na primeira participação. Em um grupo inicialmente formado por ECUS, Guarani, América Mineiro e Catuense, classificou-se como líder da chave para a segunda fase. Conseguiu vencer o Angra dos Reis do Rio de Janeiro, e passou à terceira fase, quando foi eliminado pelo Nacional. No mesmo ano, na disputa da Série A3, não obteve êxito, e acabou novamente rebaixado. Como nos dois anos anteriores, iniciou o ano com a disputa da Copinha, mas não passou da primeira fase. Três meses depois conseguiu um bom desempenho no Campeonato Paulista da Segunda Divisão, avançando à segunda fase, mas terminou a competição na 10ª posição.
Em 2023, o ECUS fez uma campanha desastrosa, ficando com -2 pontos, devido que perdeu 6 pontos pela irregularidade no jogo contra o Mauaense (3x1), muitos dos jogadores do ECUS não estavam inscritos na FPF. O ECUS foi o primeiro time rebaixado na competição.
Em 2025, o ECUS garantiu o acesso à Série A4 após empatar os dois jogos por 1 a 1 com o Mauá. 

## Mascote
O clube foi criado no bairro do Jardim Colorado, onde se encontra Estádio Suzanão. Com o tempo o Esporte Clube União Suzano (ECUS) passou a apresentar grandes resultados o que fez a sua torcida a passar a chamar a equipe de "Leão". O animal, que representa liderança, força e garra, caiu no gosto popular e com o tempo o apelido virou mascote da equipe, o "Leão do Colorado". O nome do mascote da equipe suzanense foi uma ideia do jornalista esportivo Carlos Nego, militante do esporte na cidade, que é o mais antigo jornalista esportivo da região do Alto Tietê.

## Rivalidade
- ECUS vs USAC, fazendo o "Clássico dos Gêmeos" de Suzano.

## Títulos no Futebol

### Estaduais
- Campeonato Paulista - Segunda Divisão = 2002

## Outros esportes

### Vôlei
O ECUS possuiu umas das mais fortes e vitoriosas equipes de Voleibol Masculino do Estado de São Paulo, e do Brasil entre as décadas de 1990 e 2010, sendo até hoje o maior vencedor estadual com 10 títulos, e 3 vezes campeão Brasileiro.

## Títulos no Vôlei
- Campeonato Paulista de Vôlei Masculino: 10 (1992, 1993, 1994, 1995, 1997, 1998, 1999, 2002, 2007 e 2008)
- Vice-campeão Paulista de Vôlei Masculino: 3 (1996, 2003, e 2004)
- Campeonato Brasileiro de Vôlei masculino: 3 (1992/1993, 1993/1994, 1996/1997)
- Vice-campeão Brasileiro de Vôlei masculino: 3 (1994/1995, 1995/1996 e 1998/1999)

## Estatísticas

### Participações
|  | Participações em 2025 |

| Competição | Competição      | Temporadas | Melhor campanha     | Anos                            | A | R |
| São Paulo  | Série A3        | 1          | 19º colocado (2005) | 2005                            | – | 1 |
| São Paulo  | Série A4        | 12         | 3º colocado (2004)  | 2003-2004, 2006-2015, 2021-2023 | 1 | 1 |
| São Paulo  | Segunda Divisão | 6          | Campeão (2002)      | 1998-2000, 2002 e 2024-2025     | 1 |   |

### Últimas dez temporadas
Legenda:
| Campeão Vice-campeão Eliminado nas semifinais | Campeão e promovido à divisão superior Vice-campeão e/ou promovido à divisão superior Rebaixado à divisão inferior | Classificado à fase de grupos da Copa Libertadores Classificado à fase preliminar da Copa Libertadores Classificado à Copa Sul-Americana |